# Mathew Barrett
Mathew Barrett (...) è un giocatore di football americano statunitense che gioca come linebacker per gli Helsinki Roosters.
Dopo aver giocato per la squadra universitaria dei St. Norbert Green Knights si è trasferito in Germania agli Allgäu Comets; ha successivamente firmato con i messicani Gallos Negros Querétaro per poi andare a giocare in Finlandia agli Helsinki Roosters.